# Rob Bourdon

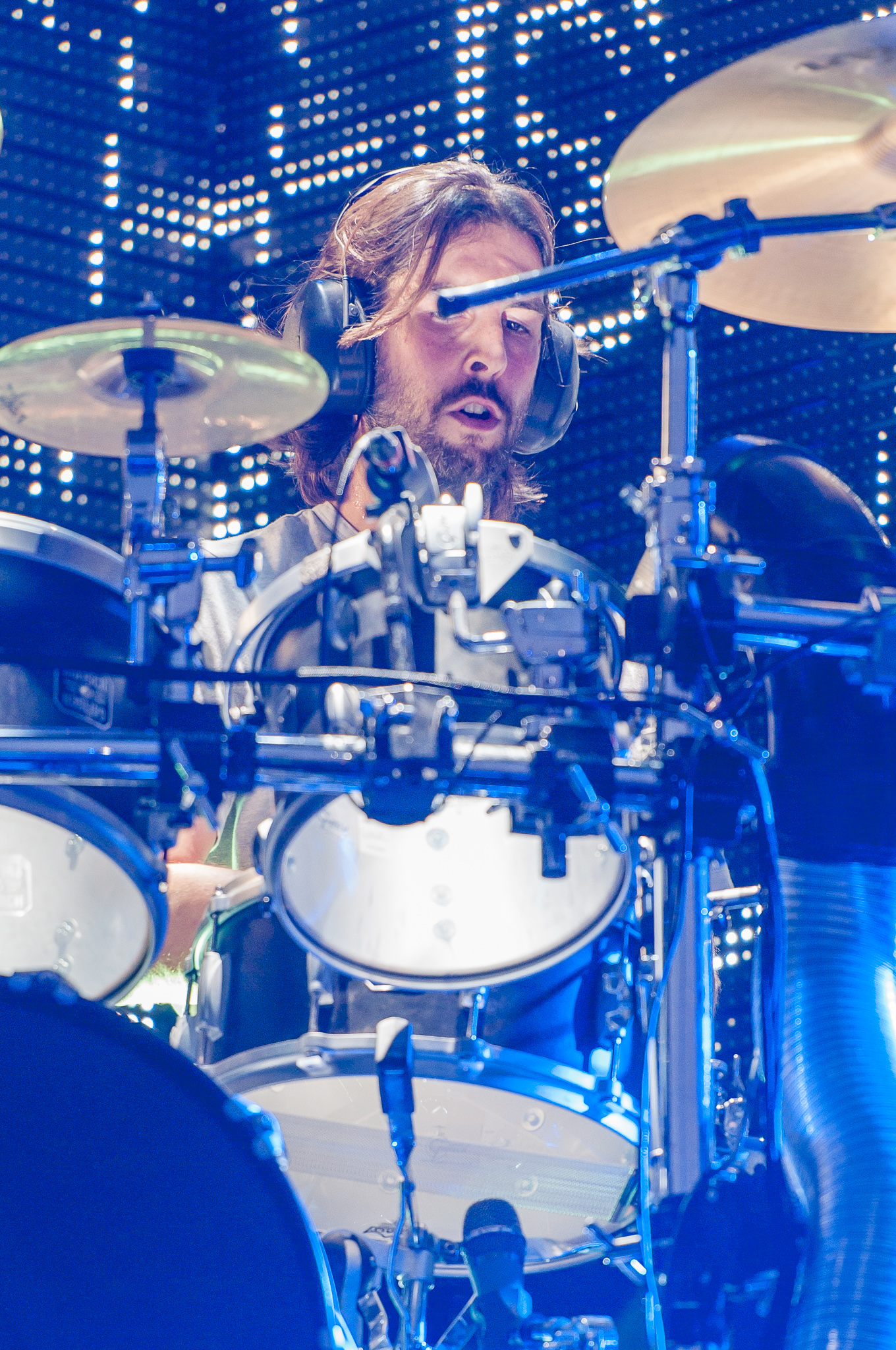
Während eines Auftritts mit Linkin Park bei Rock im Park 2014

Robert Gregory „Rob“ Bourdon (* 20. Januar 1979 in Calabasas, Kalifornien) ist ein US-amerikanischer Musiker. Er ist Gründungsmitglied und ehemaliger Schlagzeuger der amerikanischen Rockband Linkin Park.

## Leben
Robert Bourdon wuchs in der Stadt Calabasas, Kalifornien, auf, wo er die Agoura High School mit Mitgliedern von Hoobastank besuchte. Derzeit lebt er in Los Angeles.
Das jüngste Mitglied der Band, Bourdon, traf den Aerosmith-Schlagzeuger Joey Kramer und wurde von ihm inspiriert, Schlagzeug spielen zu lernen. Nachdem er in der zehnten Klasse der Jazzband seiner High School beigetreten war, traf er Brad Delson und Mike Shinoda, die beide in der Nähe des San Fernando Valley lebten. Schließlich gründeten Bourdon und Delson ihre eigene Band Relative Degree. Die Band erreichte ihr Ziel, eine Show zu spielen, und löste sich bald darauf auf. Im Jahr 1999 kehrten die beiden zusammen mit Shinoda zurück.
Bourdon war Mitglied des Aufsichtsrats von American Forests, einer gemeinnützigen Organisation, die sich dem Schutz und der Wiederherstellung der US-amerikanischen und kanadischen Waldökosysteme widmet.
Nach dem Tod von Chester Bennington distanzierte sich Bourdon von Linkin Park und verließ die Band 2024.

## Diskografie
Mit Linkin Park